# Вэнь Ян
Вэнь Ян (кит. упр. 温阳, пиньинь Wēn Yáng; 7 июля 1988, Шаньдун) — китайский шахматист, гроссмейстер. В 2008 году стал 25-м гроссмейстером Китая.

## Карьера
Он достиг норм, требуемых для звания гроссмейстера на Чемпионате мира по шахматам среди юниоров 2006 года и на Чемпионате Азии по шахматам 2007 года.  
Он участвовал в двух Чемпионатах мира по шахматам.  В 2007 году Золтан Альмаши в первом раунде обыграл  Вэнь Яна, в результате чего, он выбыл из турнира. В 2015 году он обыграл Игоря Коваленко в первом раунде, чтобы добраться до второго, где он проиграл Петру Леко.  В 2018 году Вэнь выиграл Чемпионат Китая по шахматам, обойдя Бай Цзиньши на тай-брейке, после того как оба игрока финишировали с 7½ / 11 очками. 
Вэнь входил в состав сборной Китая, завоевавшей золотую медаль на Командном чемпионате мира по шахматам 2017 года. В 2012 году он играл за вторую сборную Китая на командном чемпионате Азии по шахматам. В 2008 году Вэнь Ян был членом команды Ци Юань, завоевавшей серебряную медаль на 1-м Кубке Азиатских клубов в Эль-Айне. Вэнь играет за Шаньдун в Китайской шахматной лиге (CCL).   

## Изменения рейтинга
| Графики недоступны из-за технических проблем. См. информацию на Фабрикаторе и на mediawiki.org. |